# Zoreane, Vesele
Zoreane (în ucraineană Зоряне) este un sat în comuna Vesele din raionul Zaporijjea, regiunea Zaporijjea, Ucraina.

## Demografie
Componența lingvistică a localității Zoreane
     Ucraineană (79,88%)
     Rusă (20,12%)
Conform recensământului din 2001, majoritatea populației localității Zoreane era vorbitoare de ucraineană (79,88%), existând în minoritate și vorbitori de rusă (20,12%).